# Euptychium mucronatum
Euptychium mucronatum là một loài rêu trong họ Pterobryaceae. Loài này được Hampe mô tả khoa học đầu tiên năm 1874.